# Портретная кукла
Портретная кукла — изображение в форме куклы определённой исторической личности либо другого конкретного человека или группы людей. Б. П. Голдовский относит портретную куклу к жанру «авторской художественной куклы», отмечая в качестве его основы «стремление увековечить образ конкретного человека».
Прообразом портретных кукол являлись древнеегипетские скульптурные копии умерших, имевшие обрядовое значение. В европейской культуре портретные куклы не были широко распространены вплоть до середины XIX века из-за связанных с ними предрассудков. Портретные куклы вошли в моду лишь в викторианскую эпоху, когда они стали использоваться в качестве подарков, для театральных представлений или украшения светских интерьеров.
В современную эпоху миниатюрные портретные куклы нередко продаются в качестве сувениров и изображают известных политиков, звёзд эстрады и кино. Кроме того, изготовление авторской портретной куклы, с натуры или по фотографии, стало одним из видов художественного бизнеса.